# Heinkel He 178
De Heinkel He 178 was 's werelds eerste vliegtuig aangedreven door een turbojetmotor en het eerste praktische straalvliegtuig. Het toestel had zijn luchtdoop op 27 augustus 1939 met als testpiloot Erich Warsitz.
Het was een zelfstandig project van de Duitse vliegtuigbouwer Heinkel, en was bedoeld als testvliegtuig voor een door Hans von Ohain ontworpen straalmotor. Motor en vliegtuig werden beide in het diepste geheim ontwikkeld. Enkele dagen voor het uitbreken van de Tweede Wereldoorlog maakte de Heinkel He 178 zijn eerste vlucht, na een luchtsprongetje drie dagen eerder. Het landingsgestel werd pas later intrekbaar gemaakt.
Het vliegtuig was van meet af aan een groot succes. Slechts bedoeld als testvliegtuig bleek het al sneller dan vliegtuigen met conventionele motoren, met een maximumsnelheid van 650 km/u en een kruissnelheid van 585 km/u. De beoogde snelheid voor een productie-exemplaar was 700 km/u. Vanuit de autoriteiten was er in eerste instantie geen interesse, vanwege het onconventionele ontwerp van het vliegtuig. Toch ging Heinkel op dezelfde weg door met het ontwerp van een nieuw type straaljager, de Heinkel He 280.

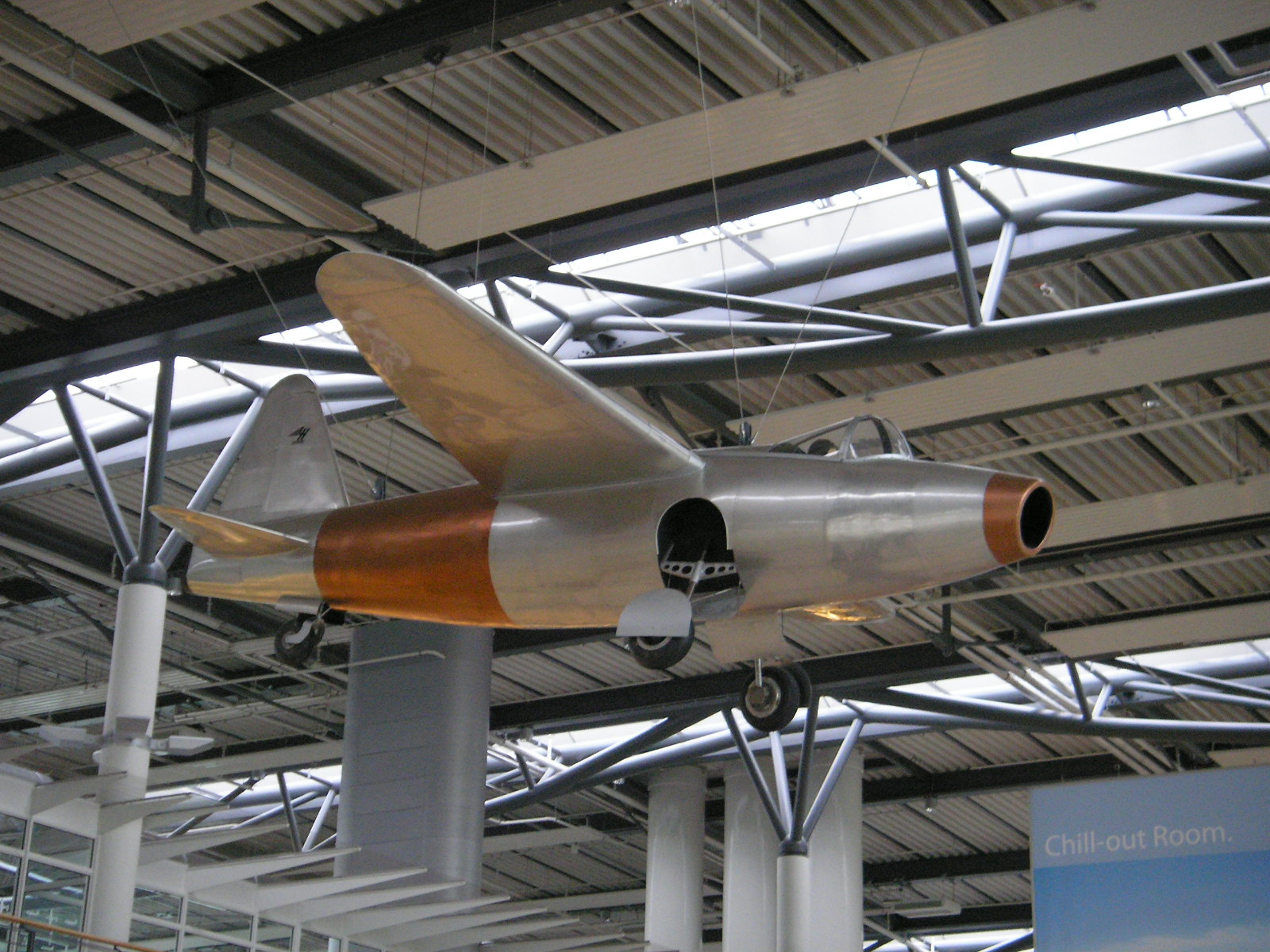
Een replica van de Heinkel He 178 in Flughafen Rostock-Laage in Rostock

De He 178 werd in het Deutsches Technikmuseum in Berlijn geplaatst waar het toestel tijdens een luchtbombardement in 1943 werd vernield. Een replica van de Heinkel He 178 hangt in het museum van de voormalige Flughafen Rostock-Laage in Rostock.